# Kytlice
Kytlice är en ort i Tjeckien.   Den ligger i distriktet Okres Děčín och regionen Ústí nad Labem, i den norra delen av landet, 80 km norr om huvudstaden Prag. Kytlice ligger 474 meter över havet och antalet invånare är 442.
Terrängen runt Kytlice är lite kuperad. Runt Kytlice är det tätbefolkat, med 459 invånare per kvadratkilometer. Närmaste större samhälle är Česká Lípa, 14,1 km söder om Kytlice. I omgivningarna runt Kytlice växer i huvudsak blandskog.